# Henry Ian Cusick
Henry Ian Cusick Chávez (Trujillo, 17 aprile 1967) è un attore britannico.
Noto principalmente per aver interpretato il personaggio di Desmond Hume nella serie televisiva Lost della ABC, per la quale ha ottenuto una candidatura al Primetime Emmy Award.
Ha anche interpretato Gesù in The Gospel of John, Stephen Finch nella serie thriller politico della ABC Scandal, Marcus Kane nella serie di fantascienza The 100 della The CW, il Dr. Jonas Lear in The Passage della Fox, e Russell “Russ” Taylor nella serie d'azione MacGyver della CBS.

## Biografia
Di padre scozzese e madre peruviana, parla correntemente sia l'inglese sia lo spagnolo. Ha studiato alla Royal Scottish Academy of Music and Drama prima di entrare al Glasgow Citizens Theatre, dove ha recitato nei suoi primi ruoli da protagonista, tra cui Dorian Gray ne Il ritratto di Dorian Gray con Rupert Everett, Amleto nell'Amleto di Marovitz con Helen Baxendale e Corner ne La moglie di campagna.
Le sue performance nei ruoli di Tasso nel Torquato Tasso prodotto nell'ambito dell'Edinburgh International Festival, e di Creonte nell'Edipo prodotto dal Citizens Theatre gli hanno fatto guadagnare uno speciale encomio per lo Ian Charleson Award del 1995.
Altre apparizioni teatrali includono il ruolo di Solzius ne I soldati per l'Edinburgh International Festival; Cassio nell'Otello, Demetrio in Sogno di una notte di mezza estate, Pompeo in Antonio e Cleopatra con Alan Bates e Frances de la Tour per la Royal Shakespeare Company; Green in Riccardo II con Fiona Shaw, Arthur ne I distruttori di macchine e Dolabella in Antonio e Cleopatra con Alan Rickman e Helen Mirren per il Royal National Theatre; Nick ne The LA Plays per l'Almeida Theatre, Londra, e il Visconte De Valmont ne Le relazioni pericolose per la Liverpool Playhouse. Altri ruoli importanti includono McCann in The Birthday Party, Jeffrey in The Dying Gaul – Citizien Theatre, Louis Ironson in Angels in America per 7:84 Theatre co., Don Giovanni nell'omonima produzione del Theatre Babel.
Apparizioni televisive e cinematografiche comprendono Gesù nel The Gospel of John, Gareth Heldman ne L'ispettore Barnaby, Gideon Mantell in Dinosaur Hunters, il dottor Talbot in 2000 Acres for Sky per tre stagioni, Matt in Carla, Miles nell'acclamata serie della BBC The Book Group, Jason in Casualty, il sergente Michael Clark in Murder Rooms e il dottor Peter Campbell nel film per la tv della Lifetime, Perfect Romance. Ha un ruolo principale nel film indipendente 9/tenths, diretto da Robert Degus. Da ricordare l'interpretazione di Brian in Half Light, diretto da Craig Rosenberg e con Demi Moore.
La nuova stagione autunnale del 2005 della ABC lo ha visto interpretare un nuovo personaggio di Lost, Desmond Hume.
Dal 2014 al 2019 interpreta il ruolo di Marcus Kane nella serie televisiva The 100.
Dalla quarta alla quinta stagione del reboot della serie televisiva MacGyver interpreta il ricco mercenario Russel “Russ” Taylor.
Compare poi come guest star nella terza stagione della serie televisiva Big Sky e in alcuni episodi di NCIS: Hawai'i.

## Filmografia

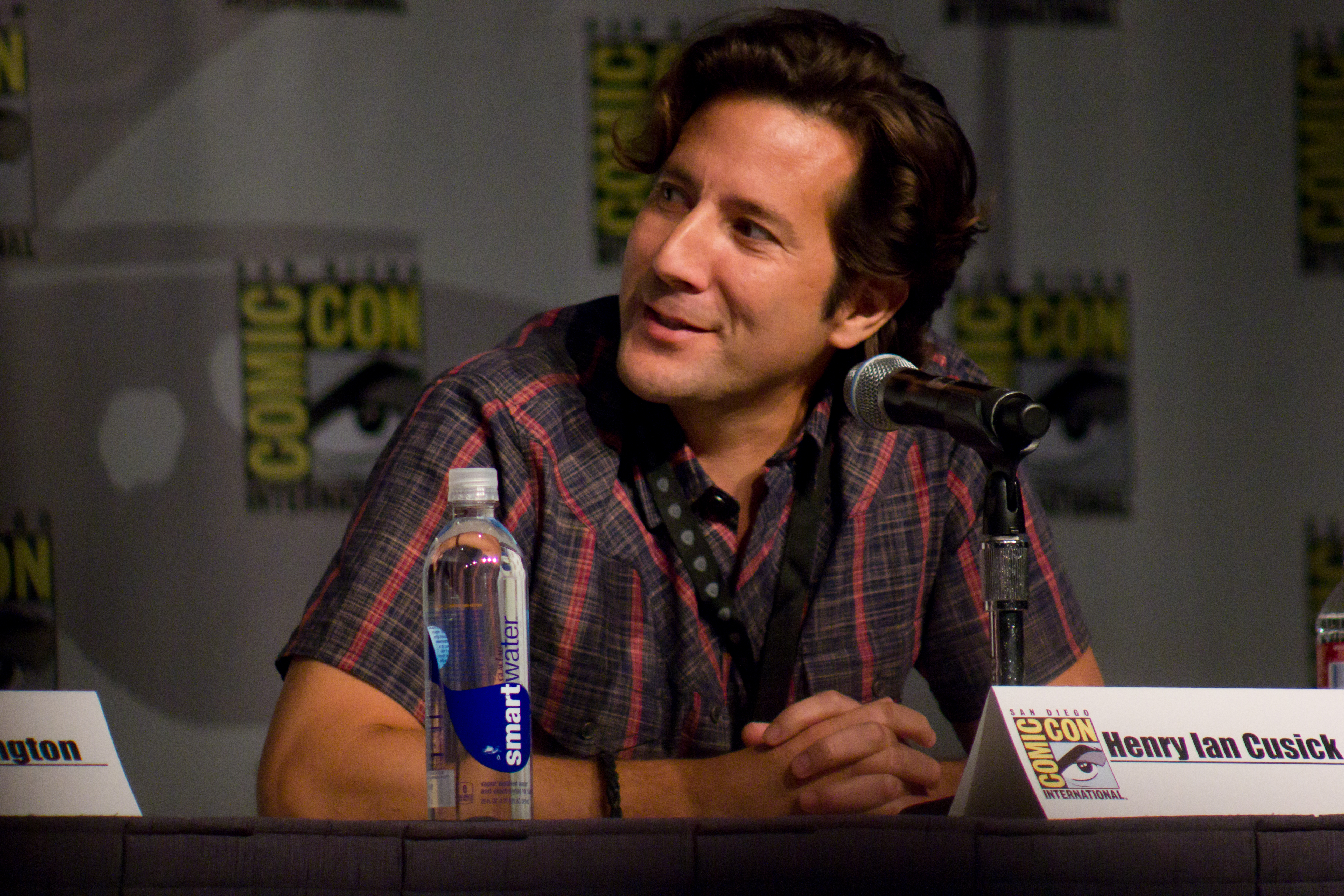
Henry Ian Cusick al San Diego Comic-Con International 2013

### Attore

#### Cinema
- Possession - Una storia romantica (Possession), regia di Neil LaBute (2002) – non accreditato
- The Gospel of John, regia di Philip Saville (2004)
- 9/Tenths, regia di Bob Degus (2006)
- Half Light, regia di Craig Rosenberg (2006)
- After the Rain, regia di Gaëlle Denis (2006)
- Hitman - L'assassino (Hitman), regia di Xavier Gens (2007)
- Dead Like Me - La vita dopo la morte (Dead Like Me: Life After Death), regia di Stephen Herek (2009)
- The Girl on the Train, regia di Larry Brand (2013)
- Not Another Happy Ending, regia di John McKay (2013)
- dress, regia di Henry Ian Cusick (2013)
- Frank vs. God, regia di Stewart Schill (2014)
- Terremoto 10.0 (10.0 Earthquake), regia di David Gidali (2014)
- Just Let Go, regia di Christopher S. Clark e Patrick Henry Parker (2015)
- Pali Road, regia di Jonathan Hua Lang Lim (2015)
- Visible, regia di Clay Delauney (2015)
- Everglades, regia di Gal Ziv (2016)
- Rememory, regia di Mark Palansky (2017)
- Jamojaya, regia di Justin Chon (2023)

#### Televisione
- Taggart – serie TV, episodio 8x03 (1993)
- Richard II, regia di Deborah Warner – film TV (1997)
- Murder Rooms: Mysteries of the Real Sherlock Holmes – serie TV, episodio 1x04 (2001)
- Casualty – serie TV, 9 episodi (2001-2002)
- Two Thousand Acres of Sky – serie TV, 9 episodi (2001-2003)
- The Dinosaur Hunters, regia di Andrew Piddington – film TV (2002)
- Happiness – serie TV, episodio 2x02 (2003)
- Adventure Inc. – serie TV, episodio 1x13 (2003)
- The Book Group – serie TV, 6 episodi (2003)
- Carla, regia di Diarmuid Lawrence – film TV (2003)
- L'ispettore Barnaby (Midsomer Murders) – serie TV, episodio 7x03 (2004)
- L'amore a portata di mouse (Perfect Romance), regia di Douglas Barr – film TV (2004)
- Waking the Dead – serie TV, episodio 5x01-5x02 (2005)
- Lost – serie TV, 46 episodi (2005-2010)
- 24 – serie TV, episodi 5x13-5x14 (2006)
- Law & Order - Unità vittime speciali (Law & Order: Special Victims Unit) – serie TV, episodi 12x01-12x02 (2010)
- Scandal – serie TV, 7 episodi (2012-2015)
- Fringe – serie TV, episodi 4x19-5x01 (2012)
- The Mentalist – serie TV, episodi 5x07-5x11-5x12 (2012-2013)
- CSI - Scena del crimine (CSI: Crime Scene Investigation) – serie TV, episodio 13x16 (2013)
- Body of Proof – serie TV, episodi 3x05-3x13 (2013)
- Hawaii Five-0 – serie TV, episodio 4x01 (2013)
- The 100 – serie TV, 58 episodi (2014-2019)
- Rush Hour – serie TV, episodio 1x01 (2016)
- Inhumans – serie TV, 6 episodi (2017)
- The Passage – serie TV, 9 episodi (2019)
- MacGyver – serie TV, 28 episodi (2020-2021)
- Big Sky - serie TV, 13 episodi (2022-2023)
- NCIS: Hawai'i – serie TV, 5 episodi (2023-2024)
- 9-1-1: Lone Star - serie TV, episodi 5x07-5x08 (2024)

### Doppiatore
- Lost: Via Domus – videogioco (2008)

### Regista
- The 100 – serie TV, episodi 4x11-5x10 (2017-2018)

## Doppiatori italiani
Nelle versioni in italiano delle opere in cui ha recitato, Henry Ian Cusick è stato doppiato da:
- Massimo Rossi in Lost, Fringe, Body of Proof, Hawaii Five-0, Inhumans, The Passage, NCIS: Hawaiʻi
- Alessandro Quarta in CSI - Scena del crimine, 9-1-1: Lone Star
- Massimo Lodolo in Adventure Inc.
- Loris Loddi in 24
- Vittorio Guerrieri in Half Light
- Luigi Ferraro in Hitman - L'assassino
- Alessio Cigliano in Law & Order - Unità vittime speciali
- Lorenzo Scattorin in Scandal
- Teo Bellia in The Mentalist
- Christian Iansante in The 100
- Fabio Boccanera in MacGyver
- Carlo Petruccetti in Big Sky[1]